# Wendland

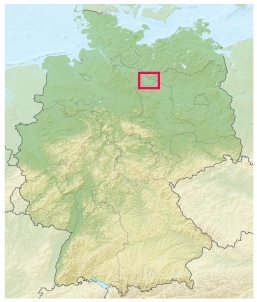
Ungefähre Lage

Das Wendland (auch Hannoversches Wendland) ist eine Landschaft im östlichen Niedersachsen, die weitgehend deckungsgleich mit dem heutigen Landkreis Lüchow-Dannenberg ist.

## Name

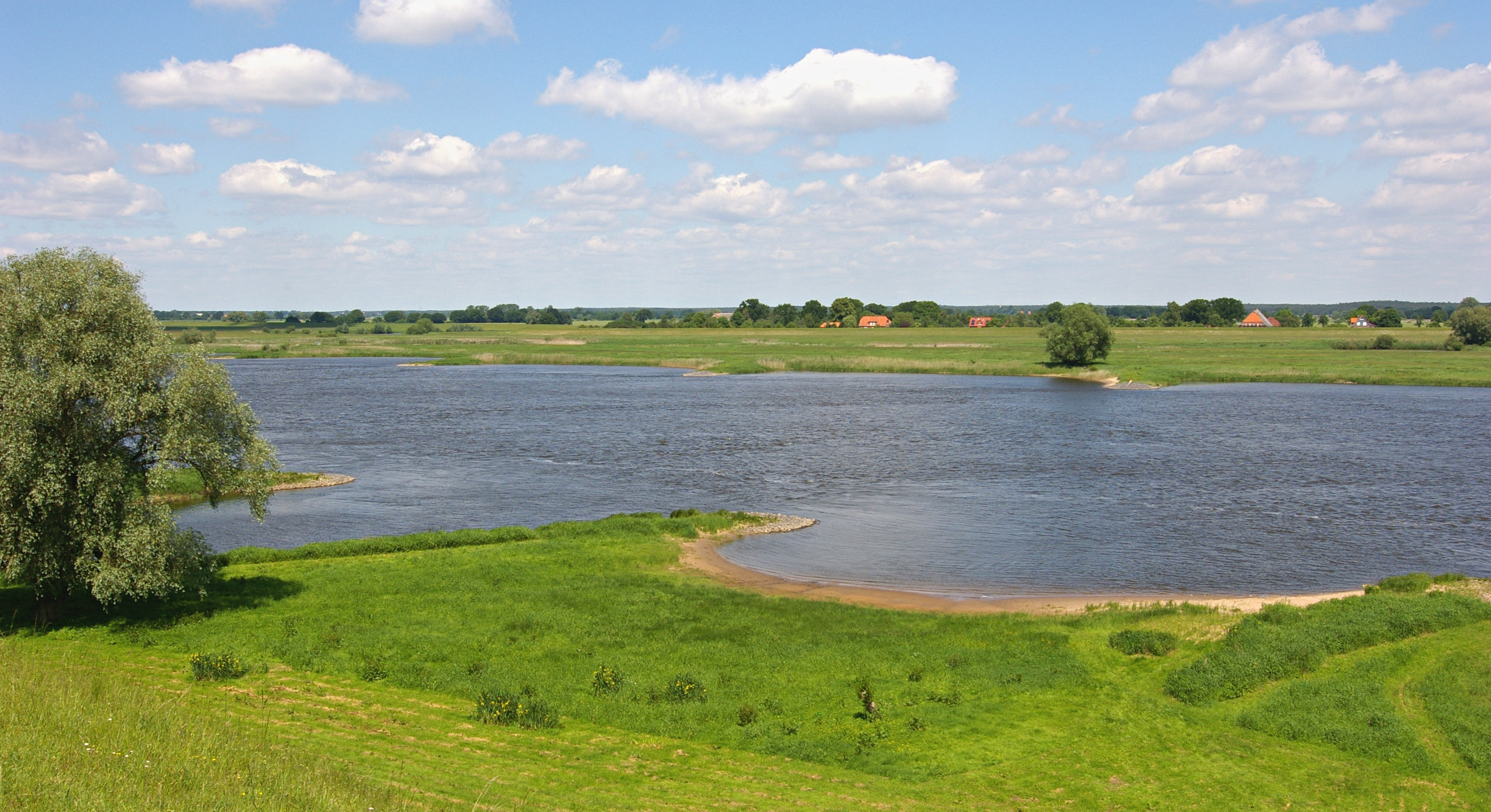
Im Norden wird das Wendland von der Talaue der Elbe begrenzt

Wendland ist keine altüberlieferte Gebietsbezeichnung. Der Begriff kam erst um 1700 auf, als ein Pfarrer aus Wustrow über die Sprache, Gewohnheiten, Bräuche und Sitten der polabischen Bewohner dieses Landstrichs berichtete. Er betrachtete die Bewohner in den Dannenbergischen Ämtern als Wenden und benannte danach das Gebiet als Wendland. Behauptungen, wonach das Wendland traditionell auf die unmittelbare Umgebung der Kreisstadt Lüchow (Wendland) beschränkt sei, lassen sich historisch nicht belegen. Vielmehr erstreckte sich das Siedlungsgebiet der namensgebenden Wenden einst auch über den heutigen Landkreis Lüchow-Dannenberg hinaus auf weitere Teile Niedersachsens sowie auf Teile der Bundesländer Brandenburg, Mecklenburg-Vorpommern und Sachsen-Anhalt. Da das hier definierte Gebiet nur innerhalb der damals hannoverschen, heute niedersächsischen Landesgrenze liegende wendische Gebiete umfasst, entstand dafür auch die Bezeichnung Lüneburger Wendland, später die treffendere Bezeichnung Hannoversches Wendland. An Popularität gewann die Bezeichnung ab den 1970er Jahren vor allem im Zusammenhang mit den Anti-Atom-Protesten und der Gründung der „Republik Freies Wendland“.

## Landschaft

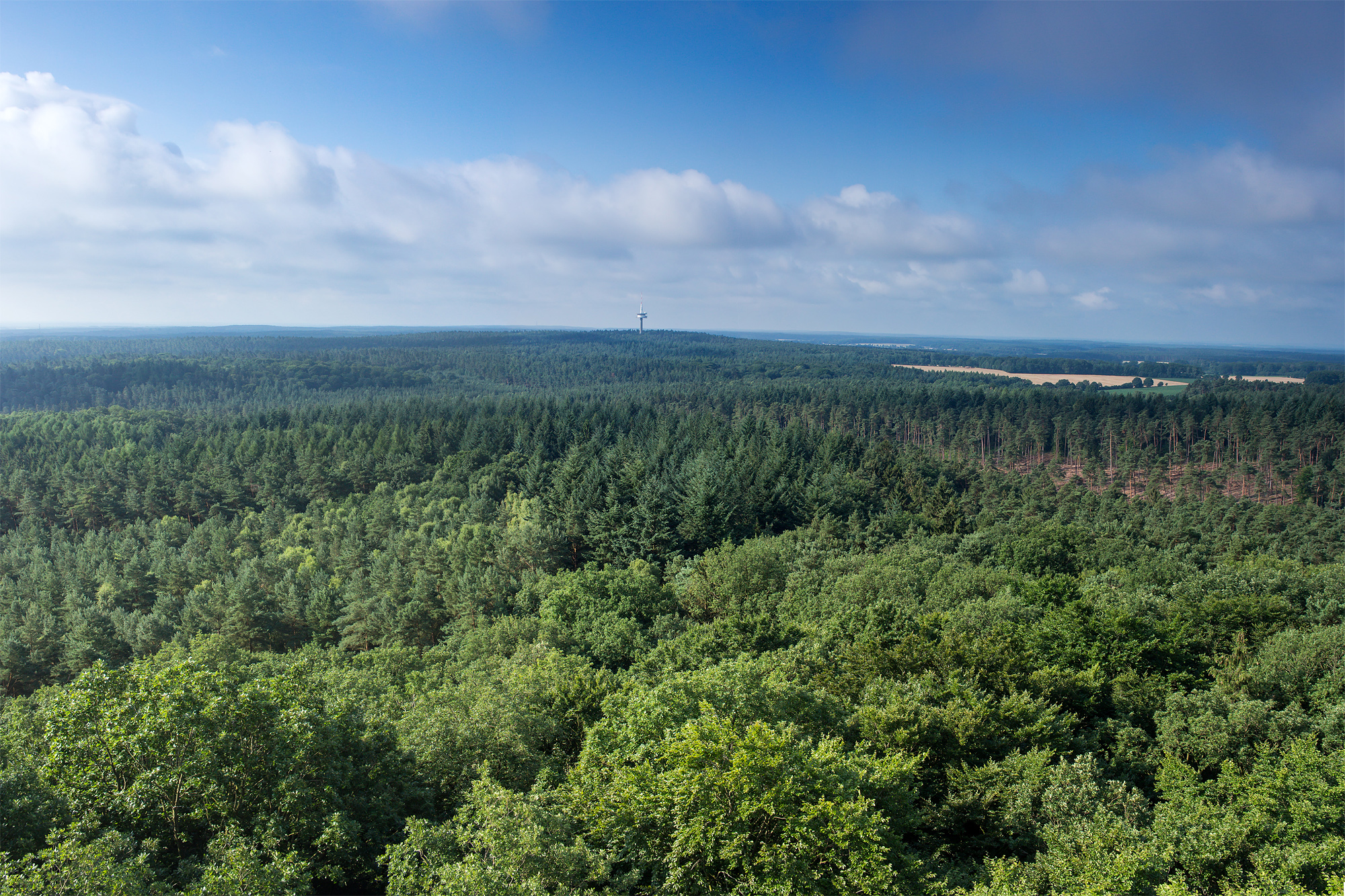
Im Westen prägt der teils bewaldete Drawehn-Höhenzug das Hannoversche Wendland; Blick vom Hohen Mechtin

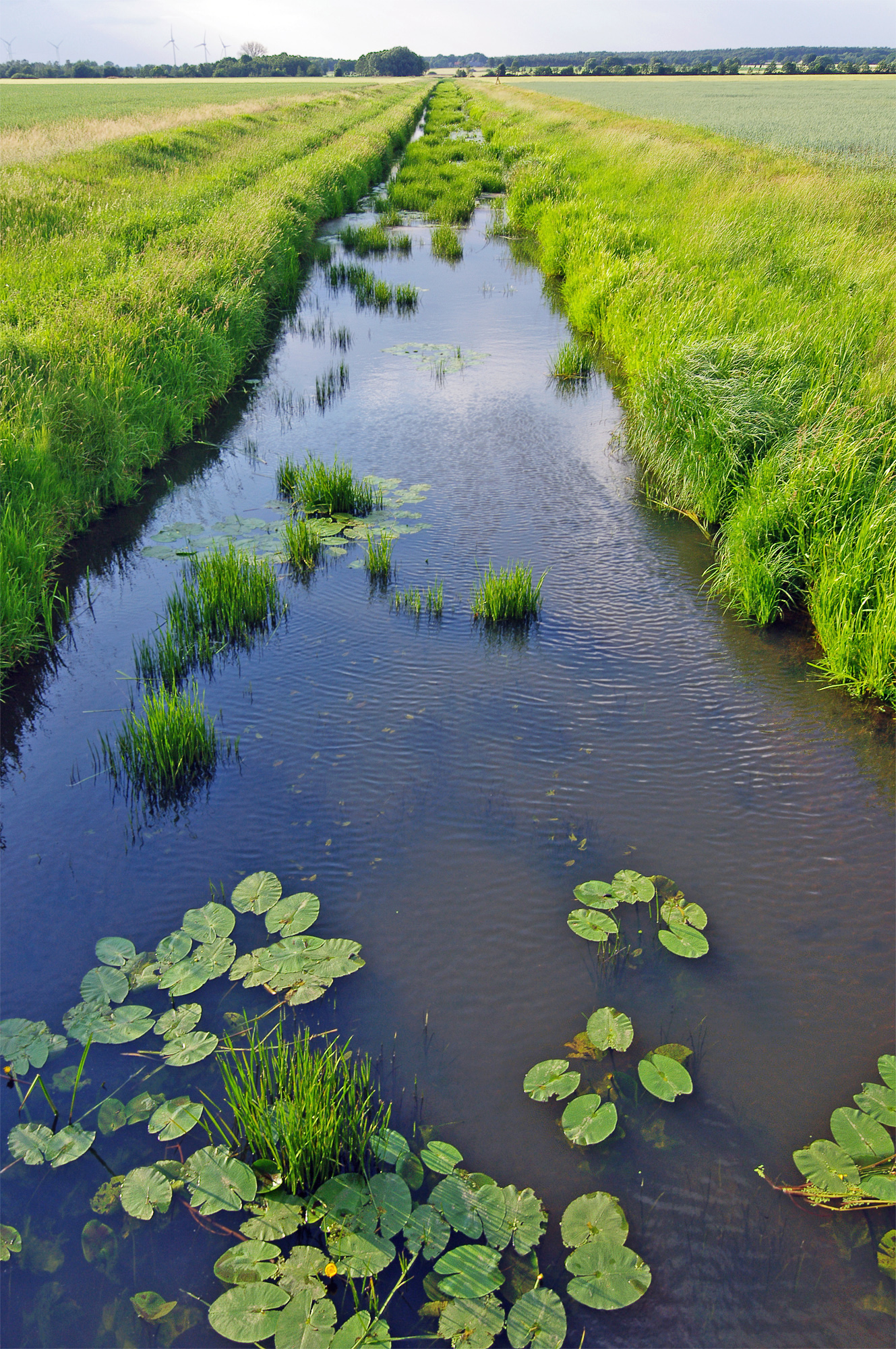
Die Lüchower Landgraben- und Grenzgrabenniederung trennt das Wendland im Süden von der Altmark; Blick über den „Flötgraben“ auf den Lemgow

Geographisch stellt das westliche Wendland den Ostrand der Lüneburger Heide dar, der sein Gepräge während der Saale-Eiszeit erhielt, und zählt zum Teil zur Ostheide. Landschaftsbestimmend dort ist der Höhenzug des Drawehn, der auch als osthannoversche Kies-Endmoräne bezeichnet wird. Es handelt sich um eine sandige Geest, die mit Kiefern aufgeforstet wurde. Mit unfruchtbaren Böden und Wasserarmut infolge des wasserdurchlässigen Bodens ist es in seiner Geschichte immer siedlungsunfreundlich gewesen. Der größte Teil des Hannoverschen Wendlands liegt aber im Urstromtal der Elbe. Hierbei wird zwischen der eigentlichen Elbtalaue im Norden und der Lüchower Niederung unterschieden. Letzteres ist eine Niederterrasse, die von zahlreichen Fließgewässern – als größtes die Jeetzel –, Kanälen und Gräben durchzogen wird. Anhöhen werden von kleinen, inselartigen Grundmoränen wie Öring, Lemgow, Langendorfer Geestinsel und Höhbeck gebildet. Im Osten besteht auf einer großen Flugsandebene der Gartower Forst (siehe auch: Wendland und Altmark).

## Kultur und Geschichte
Maßgeblich geprägt ist das Wendland von der polabischen Kultur. Im Mittelalter, in Resten bis in die frühe Neuzeit, wurde das Wendland von Slawen bewohnt, die im gesamten deutschsprachigen Raum als Wenden bezeichnet wurden. Erhalten geblieben sind davon zahlreiche Ortsnamen slawischen Ursprungs. Die slawische Sprache der Wendländer, das Drawänopolabische, ist seit 1756 ausgestorben. Bis dahin war das Wendland der westlichste Punkt des slawischen Sprachgebietes. Typisch für das Wendland sind zudem die zahlreichen Rundlingsdörfer.
Bis zur Wende 1989/90 war das Wendland, das sich sackartig in das Gebiet der DDR hineinstreckte, Zonenrandgebiet. Seit Ende der 1970er Jahre ist es durch die Proteste gegen das Brennelemente-Zwischenlager Gorleben und wegen der „Ausrufung“ der Republik Freies Wendland im Jahr 1980 überregional bekannt geworden.
Seit 1989 findet im Wendland jährlich zwischen Himmelfahrt und Pfingsten die Kulturelle Landpartie als eine der umfangreichsten Kulturveranstaltungen in Deutschland statt.
Eine Beschreibung der Religionsgeschichte der Region findet sich unter Kirchenkreis Lüchow-Dannenberg.

## Siedlungsformen

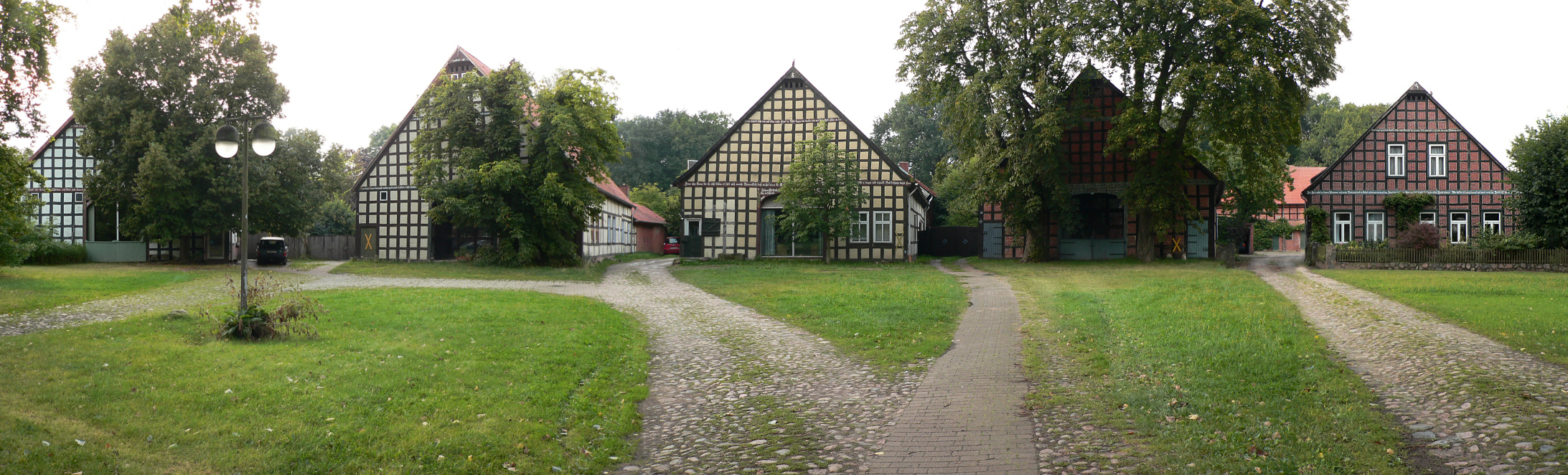
Blick in den Rundling Satemin, drei Kilometer westlich von Lüchow

Im Hannoverschen Wendland ist der dörfliche Siedlungstyp des Rundlings weit verbreitet und erhalten. Fast alle Rundlinge tragen auch heute noch Ortsnamen slawischen Ursprungs. Kreisförmig angelegte Dörfer waren einst, vor allem im Mittelalter, in Deutschland und Europa zwar weit verbreitet, nur im Wendland entwickelten sich Grundriss und Bebauung jedoch zu der heute als Rundling bekannten Dorfform. Der Grund für die spezifische Form der Dörfer ist nach wie vor Gegenstand von Forschungen.

Bei über 100 Dörfern ist die Rundlingsform noch heute im Ortsbild zu erkennen. Aber auch in der benachbarten Altmark sowie in östlichen Teilen der Landkreise Lüneburg und Uelzen hat sich eine erhebliche Zahl von Rundlingen erhalten. Diese sind im Unterschied zu denen des Hannoverschen Wendlandes häufig stärker überformt. Als Grund für den ungewöhnlich guten Erhaltungszustand der Rundlinge im Hannoverschen Wendland werden meist die relativ abgeschiedene Lage sowie die niedrige wirtschaftliche Prosperität der Region angeführt. Auch soziokulturelle Gründe scheinen jedoch eine wichtige Rolle gespielt zu haben.

## Bewerbung für die Vorschlagsliste (Tentativliste) als Welterbestätte
Die Rundlingsdörfer im Hannoverschen Wendland sind nach einem 2011 begonnenen Auswahlverfahren im Jahre 2012 vom Bundesland Niedersachsen als Kulturlandschaft für die deutsche Tentativliste bei zukünftigen UNESCO-Welterbeanträgen nominiert worden, was das Niedersächsische Ministerium für Wissenschaft und Kultur am 18. Juni 2012 bekannt gab. Die Kultusministerkonferenz entschied 2014, dass sich die Rundlingsdörfer nicht unter den 10 ausgewählten Objekten der 32 Bewerbungen befinden. Sie wurden im folgenden Turnus für die Auswahl neuer Welterbestätten in den Jahren 2017–2019 erneut nominiert, doch die Initiative scheiterte erneut.
Begründet wurde die Kandidatur von 19 ausgesuchten Rundlingsdörfern damit, dass sie eine Auswahl von prägnanten hochmittelalterlicher Kolonisationssiedlungen im Landkreis Lüchow-Dannenberg darstellen. Die Einzigartigkeit der Rundlingsdörfer drücke sich durch das Zusammenspiel eines prägnanten Ortsgrundrisses, einer großen Dichte an giebelständig auf den zentralen Platz ausgerichteten niederdeutschen Hallenhäusern sowie einer regional spezifischen Ausprägung dieses Haustyps aus. Erfolgsaussichten bei der Kandidatur erhoffte sich das Land Niedersachsen dadurch, dass die Rundlingsdörfer zu den unterrepräsentierten Kategorien der Kulturlandschaften und der bäuerlichen Architektur innerhalb des Welterbes gehören.